# اچ‌ام‌اس ئی۳۰
اچ‌ام‌اس ئی۳۰ (به انگلیسی: HMS E30) یک زیردریایی بود که طول آن ۱۸۱ فوت (۵۵ متر) بود. این زیردریایی در سال ۱۹۱۵ ساخته شد.